# موراي تومسون
موراي تومسون (بالإنجليزية: Murray Thompson)‏ هو محامي ولاعب كرة قدم أسترالية وسياسي أسترالي، ولد في 27 ديسمبر 1953 في ملبورن في أستراليا. حزبياً، نشط في حزب أستراليا الليبرالي (الفرع الفيكتوري) ‏. وقد انتخب عضو الجمعية التشريعية فيكتوريا عن دائرة Electoral district of Sandringham ‏ (3 أكتوبر 1992 – 24 نوفمبر 2018).

## روابط خارجية
- موراي تومسون على موقع AustralianFootball.com (الإنجليزية)
- موراي تومسون على موقع AFLtables.com (الإنجليزية)